# إدوارد ريختر
إدوارد ريختر (بالألمانية: Eduard Richter) (و. 1847 – 1905 م) هو مؤرخ، وبروفيسور نمساوي، وكان عضوًا في الأكاديمية النمساوية للعلوم، والأكاديمية الألمانية للعلوم ليوبولدينا، توفي في غراتس، عن عمر يناهز 58 عاماً.

## التعليم
تعلم في جامعة فيينا.